# Onthophagus incornutus
Onthophagus incornutus là một loài bọ cánh cứng trong họ Bọ hung (Scarabaeidae).